# Тернопільський деканат РКЦ
Тернопільський деканат РКЦ — одна з 12-ти адміністративно-територіальних одиниць Львівської архідієцезії Римо-католицької Церкви в Україні з центром в місті Тернопіль. Деканат утворено 1992 року.

## Парафії
- Великі Бірки
- Хмелиська
- Чорний Ліс
- Дорофіїка
- Драганівка
- Галущинці
- Озерна
- Качанівка
- Колодіївка
- Красне
- Кременец
- Ладичин
- Микулинці
- Настасів
- Новосілка
- Остарє
- Петриків
- Підволочиськ
- Полупанівка
- Скалат
- Старий Скалат
- Струсів
- Тернопіль — Карлиця
- Тернопіль — Божого Милосердя і Божої Матері Неустанної Помочі
- Тарноруда
- Шумськ
- Залізці
- Збараж
- Жеребки

## Монаші згромадження
- Згромадження Малих Сестер Непорочного серця Марії (Хоноратки) — Галущинці.
- Команда Францисканський Сестри Марії Неустанної Допомоги — Драганивка.
- Орден Братів Менших (Бернардинці) — Збараж.
- Згромадження Сестер Кармеліток Від Дитятка Ісуса — Микулинці.
- Сестри Францисканки Слугині Христа — Старий Скалат.
- Згромадження Сестер Йосипа Обручника пресвятої діви МАРІЇ (Юзефитки) — Тернопіль (Парафія Божого Милосердя).